# 八代市立鏡中学校
八代市立鏡中学校（やつしろしりつ かがみちゅうがっこう）は、熊本県八代市鏡町内田にある公立の中学校。

## 概要
歴史
1947年（昭和22年）の学制改革（六・三制の実施）で創立した新制中学校2校（鏡・文政）が1971年（昭和46年）に統合して開校した。現校名になったのは2005年（平成17年）。2021年（令和3年）に統合50周年を迎えた。
校訓
「鏡の如く透徹した理想と自覚」
三綱領
「鍛錬・端正・協働」
校章・校歌
通学区域
- 八代市立鏡小学校区
- 八代市立文政小学校区
- 八代市立有佐小学校区。

## 沿革
旧・鏡中学校（初代）
- 1947年（昭和22年）4月1日 - 学制改革が行われる（六・三制の実施）。
  - 鏡国民学校初等科は、新制小学校「鏡町立鏡小学校」に改組・改称。
  - 鏡国民学校高等科は、青年学校普通科とともに、新制中学校「鏡町立鏡中学校」に改組・改称。小学校に併設される。
- 1951年（昭和26年）4月 - 鏡町大字鏡村937番地（鏡小学校の隣接地）に木造新校舎が完成し、移転を完了。
- 1953年（昭和28年）5月1日 - 校歌を制定。
- 1955年（昭和30年）1月 - 図書館が完成。
- 1956年（昭和31年）9月1日 - 校旗を制定。
- 1957年（昭和32年）2月 - 体育館が完成。
- 1961年（昭和36年）9月 - 新校舎（普通教室4・特別教室8）が完成。
- 1966年（昭和41年）10月 - プールが完成。
- 1971年（昭和46年）
  - 3月31日 - 統合により閉校。
  - 4月1日 - 統合校舎が完成するまでの間、「鏡分室」として使用が継続されることとなる。
- 1973年（昭和48年）3月 - 統合校舎が完成し、鏡分室は廃止される。
- 1974年（昭和49年）10月 - 跡地に熊本県立氷川高等学校が開校。
- 2014年（平成26年）3月 - 熊本県立氷川高等学校が閉校。
- 2021年（令和3年）4月 - 跡地に熊本県立鏡わかあゆ高等支援学校が開校。

旧・文政中学校
- 1947年（昭和22年）4月1日 - 学制改革が行われる（六・三制の実施）。
  - 文政国民学校初等科は、新制小学校「文政村立文政小学校」に改組・改称。
  - 文政民学校高等科は、青年学校普通科とともに、新制中学校「文政村立文政中学校」に改組・改称。小学校に併設される。
- 1953年（昭和28年）5月 - 木造新校舎（第一期工事）が完成。
- 1954年（昭和29年）10月 - 木造新校舎（第二期工事）が完成。
- 1955年（昭和30年）2月1日 - 鏡町との合併により、「鏡町立文政中学校」に改称。
- 1957年（昭和32年）2月 - 新校舎が完成。
- 1962年（昭和37年）5月 - 玄関・事務室・校長室を増築。
- 1965年（昭和40年）4月 - 体育館が完成。
- 1966年（昭和41年）10月 - 技術科教室が完成。
- 1969年（昭和44年）
  - 8月 - プールが完成。
  - 11月 - 火災で11教室を焼失。
- 1970年（昭和45年）8月 - プレハブ教室が完成。
- 1971年（昭和46年）
  - 3月31日 - 統合により閉校。
  - 4月1日 - 統合校舎が完成するまでの間、「文政分室」として使用が継続されることとなる。
- 1973年（昭和48年）3月 - 統合校舎が完成し、鏡分室は廃止され、文政小学校に移管される。

統合・鏡中学校（二代目）
- 1971年（昭和46年）
  - 4月1日 - 上記中学校2校（鏡・文政）を統合の上、「鏡町立鏡中学校」が創立。統合校舎が完成するまでの間、旧2校をそれぞれ「鏡分室」・「文政分室」として使用を継続することとなる。
  - 8月 - 鏡分室第二校舎で火災が発生。鏡分室プレハブ5教室、文政分室プレハブ3教室が完成。
- 1972年（昭和47年）
  - 8月 - 鏡分室第一校舎で火災が発生。
  - 9月 - 鏡分室プレハブ2教室が完成。
- 1973年（昭和48年）
  - 3月 - 文政分室記念碑を建立。
  - 4月 - 現在地に統合校舎が完成し、移転を完了。
- 1974年（昭和49年）1月 - 体育館が完成。
- 1975年（昭和50年）5月 - 統合の碑を建立。
- 1979年（昭和54年）8月 - プールが完成。
- 1983年（昭和58年）1月 - 武道館が完成。
- 1984年（昭和59年）9月 - 熊本県立氷川高等学校（現・熊本県立鏡わかあゆ高等支援学校）校地内に、鏡中学校跡碑を建立。
- 1992年（平成4年）2月 - 体育館の大改修が完了。
- 1998年（平成10年）
  - 3月 - 新校舎での1・2年生の授業を開始。
  - 12月 - 管理棟・特別教室棟が完成。
- 1999年（平成11年）2月 - 新校舎落成式を挙行。
- 2000年（平成12年）4月 - 給食を開始。
- 2002年（平成14年）8月 - 新校旗を制定。
- 2004年（平成16年）1月 - 男子生徒の長髪を許可。
- 2005年（平成17年）8月1日 - 八代市との合併により、「八代市立鏡中学校」（現校名）に改称。
- 2017年（平成29年）4月 - 事務室内に事務センターが開設される。

## 交通アクセス
最寄りの鉄道駅
- JR九州 鹿児島本線 「有佐駅」

最寄りのバス停留所
- 九州産交バス「八代市鏡支所前」停留所

最寄りの幹線道路
- 熊本県道14号八代鏡宇土線

## 周辺
- 八代市役所 鏡支所
- 鏡コミュニティセンター（公民館）
- 八代市鏡文化センター
- 鏡しらぬい保育園
- JAやつしろ北部総合支所